# Путинцева, Юлия Антоновна
Ю́лия Анто́новна Пути́нцева (род. 7 января 1995, Москва, Россия) — казахстанская теннисистка, до 2012 года выступавшая за Россию, победительница трёх турниров WTA в одиночном разряде, трижды четвертьфиналистка турниров Большого шлема в одиночном разряде.
Финалистка двух юниорских турниров Большого шлема в одиночном разряде (Открытый чемпионат США-2010, Открытый чемпионат Австралии-2012); финалистка одиночного турнира Orange Bowl (2011); бывшая третья ракетка мира в юниорском рейтинге; победительница одиночного турнира Les Petits As (2009).

## Общая биография
Родители — Антон и Анна Путинцевы. Брат Илья занимается хоккеем с шайбой. Начала заниматься теннисом в московском «Спартаке».
Любимое покрытие — грунт, любимые турниры — Открытый чемпионат Австралии и Открытый чемпионат США. Кумирами в мире тенниса в период взросления были Мартина Хингис и Жюстин Энен.
В 2012 году Путинцева приняла предложение выступать за Казахстан.

## Спортивная карьера

### Начало карьеры
На юниорском этапе карьеры Путинцева дважды доходила до финала турниров серии Большого шлема среди девушек. В 2010 году в возрасте 15 лет она сыграла в финале юниорского Открытого чемпионата США, в котором проиграла Дарье Гавриловой. В 2012 году она добралась до финала юниорского Открытого чемпионата Австралии, проиграв в нём американке Тейлор Таунсенд. В 2011 году она сыграла в финале престижного юниорского турнира Orange Bowl. В мае 2012 года достигла максимального рейтинга среди юниоров, поднявшись на 3-ю позицию.
В октябре 2010 года Путинцева впервые сыграла в основной сетке турнира WTA, получив уайлд-кард на соревнования в Люксембурге. В мае 2011 года она выиграла первый профессиональный приз, победив на турнире из цикла ITF в Москве с призовым фондом 25 000$. Всего в том году она выиграла четыре титула ITF: два 25-тысячника и два 50-тысячника и поднялась в третью сотню рейтинга.
В феврале 2012 Путинцева выиграла 25-тысячник ITF в Австралии, не проиграв ни одного сета. В финале обыграла теннисистку из Нидерландов Лесли Керкхове 6:1, 6:3. В мае на 100-тысячнике ITF в Кань-сюр-Мере, начав турнир с квалификации, Путинцева одержала восемь побед подряд, взяв главный приз. В июне она сменила российское гражданство и стала выступать под флагом Казахстана.
В январе 2013 года Путинцева впервые сыграла в основной сетке взрослого турнира Большого шлема, дойдя до второго раунда Открытого чемпионата Австралии. После этого она впервые поднялась в топ-100 мирового рейтинга. В феврале 2014 года она была впервые приглашена в национальную команду Казахстана для участия в Кубке Федерации. В июле впервые вышла в четвертьфинал турнира WTA, доиграв до этой стадии на турнире Бостаде. В октябре она вышла ещё в один четвертьфинал на турнире в Осаке.

### 2015—2017 (четвертьфинал на Ролан Гаррос и первый финал WTA)
В январе Путинцева пробилась через квалификацию на Открытый чемпионат Австралии, но уступила в первом же раунде украинке Элине Свитолиной 3:6, 5:7. Весной вышла в четвертьфинал турниров в Праге и Нюрнберге, сумев вернуться в первую сотню одиночного рейтинга. В июле дошла до финала французского 100-тысячника ITF в Контрексвилле, где уступила первой сеянной румынской теннисистке Александре Дулгеру 3:6, 6:1, 5:7. Затем на турнире WTA в Бостаде она добралась до первого полуфинала в Туре, в котором проиграла шведке Юханне Ларссон 4:6, 2:6. В октябре 2015 Путинцева провела еще один на турнире ITF в Нанкине уступила в финале Се Шувэй 5:7, 6:2, 2:6). Впервые в карьере попала в Топ-100 рейтинга WTA по итогам года, заняв 74-е место.
На Открытом чемпионате Австралии 2016 года Путинцева в первом круге в трёх сетах обыграла экс-первую ракетку мира Каролину Возняцки. В третьем круге она уступила россиянке Маргарите Гаспарян. В феврале Путинцева дошла до полуфинала турнира в Гаосюне, где проиграла американке Винус Уильямс. На своем следующем турнире в Дохе она одержала победу над Анной Каролиной Шмидловой, но проиграла Тимеа Бачински в следующем матче. В марте на Премьер турнире высшей категории в Индиан-Уэллсе Путинцева победила Пэн Шуай, в следующем матче обыграла 27 номер мирового рейтинга WTA, Кристину Младенович в двух сетах. В третьем раунде она сыграла первой ракетке мира Серене Уильямс и не смогла пройти дальше.
В апреле Путинцева дошла до 1/4 финала грунтового турнира в Чарлстоне. Затем сыграла ещё один четвертьфинал на небольшом турнире в Рабате. На Открытом чемпионате Франции впервые в карьере вышла в четвертьфинал на турнире Большого шлема. Она смогла обыграть Александру Возняк, затем 28-ю сеянную Андреа Петкович, итальянку Карин Кнапп, а четвёртом раунде переиграла 14-ю сеянную Карлу Суарес Наварро. В четвертьфинале проиграла будущей финалистке Серене Уильямс 7:5, 4:6, 1:6. Достижения на Ролан Гаррос позволили Путинцевой впервые войти в топ-50 рейтинга WTA.
На третьем в сезоне турнире Большого Шлема — Уимблдоне Путинцева потерпела поражение во втором круге от Анастасии Павлюченковой в двух сетах. Перед Открытым чемпионатом США она дошла до полуфинала на турнире в Вашингтоне. Посеянная шестой, она проиграла будущей чемпионке Янине Викмайер. Из-за травмы пропустила летние Олимпийские игры в Рио-де-Жанейро. На Открытом чемпионате США она проиграла во втором раунде. Осенью она также выступала нестабильно, выбывая в первых раундах. Завершила сезон Путинцева на 34-м месте.
На Открытом чемпионате Австралии 2017 года Путинцева выступила в качестве 31-го сеяного. Это был первый раз в её карьере, когда она была посеяна на турнир Большого шлема. В первом круге она обыграла Лару Арруабаррену, а во втором уступила Елене Остапенко. Затем в феврале она соревновалась на Премьер-турнире в Санкт Петербурге, пройдя Юханну Ларссон, Аннику Бек, а также третью и вторую сеянных Светлану Кузнецову и Доминику Цибулкову, Путинцева смогла выйти в свой первый финал WTA. Её победа над Цибулковой стала первой над игроком из топ-5. В решающем матче Путинцева проиграла Кристине Младенович 2:6, 7:6(3), 4:6. Выступление в Санкт-Петербурге обеспечили ей взлёт до 27-го места в мировом рейтинге WTA.
В мае дошла до стадии четвертьфинала на турнире в Нюрнберге. На Ролан Гаррос добралась до третьего раунда. До конца сезона она лишь раз оказалась в 1/4 финала, пройдя туда в сентябре на турнире в Токио. Завершила сезон, заняв 53-е место.
В августе во время матча с Ализе Корне Путинцева несколько раз оскорбила своего тренера.

### 2018—2020 (вторая 1/4 финала на Ролан Гаррос и первый титул WTA)
В январе 2018 года на Открытом чемпионате Австралии результатом Путинцевой стал выход во второй раунд. В начале февраля на турнире в Тайбэе она вышла в четвертьфинал, где проиграла Катерине Козловой. 30 марта Путинцева выиграла премию Fed Cup Heart Award-2018, вручаемую от Кубка Федерации тенниса Азии, тем теннисисткам, «которые полностью отдавались игре за свою страну, бились на корте и демонстрировали полную преданность команде». Она перечислила в фонд пострадавшим от пожара в российском Кемерове призовые за победу в этой премии.
В июне Путинцева второй раз в своей карьере вышла в четвертьфинал Открытого чемпионата Франции, обыграв в матче 1/8 финала 26-ю ракетку мира Барбору Стрыцову из Чехии. Путинцева стала единственной несеянной теннисисткой, дошедшей до 1/4 финала. В борьбе за полуфинал уступила американке Мэдисон Киз 6:7(5), 4:6. Летом на турнире в Вашингтоне дошла до четвертьфинала. В сентябре вышла в финал турнира в Гуанчжоу, где проиграла местной теннисистке Ван Цян 1:6, 2:6.
В январе 2019 года Путинцева, начав с квалификации, смогла пройти в четвертьфинал турнира в Сиднее после победы во втором раунде над № 5 в мире Слоан Стивенс 3:6, 7:6(4), 6:0. В марте на престижном турнире в Майами она дошла до четвёртого раунда. 25 мая выиграла турнир в Нюрнберге, обыграв в финале Тамару Зиданшек 4:6, 6:4, 6:2. Этот титул стал дебютным для Путинцевой в WTA-Туре.
В июне 2019 года Путинцева впервые в карьере обыграла действующую первую ракетку мира, которой на тот момент была Наоми Осака. Она сделала это во втором раунде турнира в Бирмингеме со счётом 6:2, 6:3 и прошла в четвертьфинал. На Уимблдонском турнире Путинцева встретилась с Осакой, которая к тому моменту уже стала второй ракеткой мира в первом раунде и вновь обыграла её — 7:6(4), 6:2, выбыла во втором раунде, проиграв швейцарке Виктории Голубич. На Открытом чемпионате США Путинцева вышла в третий раунд, где проиграла Донне Векич в двух сетах. Осенью она отметилась двумя четвертьфиналами на азиатских турнирах.
На Открытом чемпионате Австралии 2020 года Путинцева доиграла до третьего раунда.

### 2022: четвертьфинал турнира WTA 1000, третья победа против топ-3 мирового рейтинга
Путинцева начала свой сезон 2022 года на Открытом чемпионате Австралии. Будучи сорок вторым номером мирового рейтинга, она проиграла в первом круге Армони Тан. В феврале она играла на турнире в Дубае, где в финальном раунде квалификации проиграла Маркете Вондроушовой. В Дохе она проиграла в первом круге двукратной чемпионке Виктории Азаренко, несмотря на то, что имела матч-пойнт в третьем сете. На Открытом чемпионате Майами она дошла до третьего круга, где проиграла Пауле Бадосе.
Путинцева начала свой сезон на глиняных кортах на турнире в Чарлстоне, где она проиграла во втором круге Аманде Анисимовой.
Играя за Казахстан на Кубке Билли Джин Кинг против Германии, Путинцева сыграла один матч и выиграла у Анжелики Кербер в трех сетах. В итоге Казахстан выиграл у Германии со счетом 3:1.
На Кубке Стамбула в четвертьфинале она обыграла Айлу Томлянович. В полуфинале она проиграла Анастасии Потаповой. Пройдя квалификацию на Открытом чемпионате Италии, Путинцева во втором круге обыграла 10-й номер мирового рейтинга Гарбинье Мугурусу, одержав девятую победу против топ-10 мирового рейтинга в карьере.
На Открытом чемпионате Канады она вышла в свой второй четвертьфинал на уровне WTA 1000, обыграв третий номер мирового рейтинга Паулу Бадосу, что стало для Юлии Путинцевой третьей победой против топ-3 мирового рейтинга.
На том же турнире она вышла в четвертьфинал в парном разряде в паре с Софьей Кенин, обыграв Елену Остапенко и Людмилу Киченок.

## Итоговое место в рейтинге WTA по годам
| Год  | Одиночный рейтинг | Парный рейтинг |
| 2024 | 29                | 111            |
| 2023 | 69                | 345            |
| 2022 | 51                | 314            |
| 2021 | 42                | 331            |
| 2020 | 28                | 186            |
| 2019 | 34                | 160            |
| 2018 | 45                | 791            |
| 2017 | 53                | 751            |
| 2016 | 34                | 335            |
| 2015 | 74                | 1 131          |
| 2014 | 113               | 1 079          |
| 2013 | 105               |                |
| 2012 | 121               |                |
| 2011 | 241               |                |
| 2010 | 725               |                |

## Выступления на турнирах

### Финалы турнировWTAв одиночном разряде (6)

#### Победы (3)
| Легенда:                    |
| --------------------------- |
| Турниры Большого шлема (0)* |
| Олимпиада (0)               |
| Итоговый турнир WTA (0)     |
| Premier 5 / WTA 1000 (0)    |
| Premier / WTA 500 (0)       |
| International / WTA 250 (3) |

| Титулы по покрытиям | Титулы по месту проведения матчей турнира |
| ------------------- | ----------------------------------------- |
| Хард (0)*           | Зал (0)                                   |
| Грунт (2)           | Зал (0)                                   |
| Трава (1)           | Открытый воздух (3)                       |
| Ковёр (0)           | Открытый воздух (3)                       |

* количество побед в одиночном разряде.
| №  | Дата         | Турнир                    | Покрытие | Соперница в финале | Счёт        |
| 1. | 25 мая 2019  | Нюрнберг, Германия        | Грунт    | Тамара Зиданшек    | 4-6 6-4 6-2 |
| 2. | 18 июля 2021 | Будапешт, Венгрия         | Грунт    | Ангелина Калинина  | 6-4 6-0     |
| 3. | 23 июня 2024 | Бирмингем, Великобритания | Трава    | Айла Томлянович    | 6-1 7-6(8)  |

#### Поражения (3)
| №  | Дата             | Турнир                  | Покрытие   | Соперница в финале  | Счёт           |
| 1. | 5 февраля 2017   | Санкт-Петербург, Россия | Хард (зал) | Кристина Младенович | 2-6 7-6(3) 4-6 |
| 2. | 22 сентября 2018 | Гуанчжоу, Китай         | Хард       | Ван Цян             | 1-6 2-6        |
| 3. | 2 октября 2021   | Нур-Султан, Казахстан   | Хард (зал) | Алисон ван Эйтванк  | 6-1 4-6 3-6    |

### Финалы турнировITFв одиночном разряде (12)

#### Победы (6)
| Легенда:         |
| ---------------- |
| 100.000 USD (1)* |
| 75.000 USD (0)   |
| 50.000 USD (2)   |
| 25.000 USD (3)   |
| 10.000 USD (0)   |

| Титулы по покрытиям | Титулы по месту проведения матчей турнира |
| ------------------- | ----------------------------------------- |
| Хард (4)*           | Зал (1)                                   |
| Грунт (2)           | Зал (1)                                   |
| Трава (0)           | Открытый воздух (5)                       |
| Ковёр (0)           | Открытый воздух (5)                       |

* количество побед в одиночном разряде.
| №  | Дата            | Турнир                | Покрытие   | Соперница в финале      | Счёт       |
| 1. | 22 мая 2011     | Москва, Россия        | Грунт      | Вероника Капшай         | 6-2 6-1    |
| 2. | 24 июля 2011    | Самсун, Турция        | Хард       | Марта Домаховская       | 7-6(6) 6-2 |
| 3. | 13 августа 2011 | Казань, Россия        | Хард       | Каролин Гарсия          | 6-4 6-2    |
| 4. | 30 декабря 2011 | Тюмень, Россия        | Хард (зал) | Элина Свитолина         | 6-2 6-4    |
| 5. | 12 февраля 2012 | Лонсестон, Австралия  | Хард       | Лесли Керкхове          | 6-1 6-3    |
| 6. | 13 мая 2012     | Кань-сюр-Мер, Франция | Грунт      | Патриция Майр-Ахлайтнер | 6-2 6-1    |

#### Поражения (6)
| №  | Дата           | Турнир                 | Покрытие   | Соперница в финале | Счёт           |
| 1. | 4 ноября 2012  | Нант, Франция          | Хард (зал) | Моника Никулеску   | 2-6 3-6        |
| 2. | 1 декабря 2012 | Дубай, ОАЭ             | Хард       | Кимико Датэ-Крумм  | 1-6 6-3 4-6    |
| 3. | 13 апреля 2014 | Пелем, США             | Грунт      | Лаура Зигемунд     | 1-6 4-6        |
| 4. | 4 мая 2014     | Индиан-Харбор-Бич, США | Грунт      | Тейлор Таунсенд    | 1-6 1-6        |
| 5. | 12 июля 2015   | Контрексевиль, Франция | Грунт      | Александра Дулгеру | 3-6 6-1 5-7    |
| 6. | 1 ноября 2015  | Нанкин, Китай          | Хард       | Се Шувэй           | 6-7(5) 6-2 2-6 |

### Финалы турнировWTAв парном разряде (2)

#### Поражения (2)
| №  | Дата             | Турнир          | Покрытие | Партнёр         | Соперник в финале                 | Счёт           |
| 1. | 16 сентября 2023 | Осака, Япония   | Хард     | Анна Калинская  | Надежда Киченок Анна-Лена Фридзам | 6-7(3) 3-6     |
| 2. | 18 августа 2024  | Цинциннати, США | Хард     | Лейла Фернандес | Эйжа Мухаммад Эрин Рутлифф        | 6-3 1-6 [4-10] |